# Umowy indemnizacyjne
Umowy indemnizacyjne (odszkodowawcze) podpisane przez Polskę – dwustronne umowy międzynarodowe dotyczące przyznania rekompensat za mienia utracone przez cudzoziemców wskutek nacjonalizacji lub wywłaszczenia w Polsce, podpisane w latach 1948–1971.
Istotą układów było wypłacenie przez państwo polskie określonej sumy ryczałtowej danemu państwu. Po zapłacie państwo polskie, jego obywatele i osoby prawne, było zwalniane z odpowiedzialności odszkodowawczej w stosunku do takiego państwa, jego obywateli i osób prawnych. Zobowiązania odszkodowawcze przechodziły na państwo, które otrzymało od Polski określoną sumą ryczałtową („globalną sumę odszkodowawczą”).

## Strony umów indemnizacyjnych
Polska zawarła łącznie umowy indemnizacyjne z 12 państwami:
1. Francją – Układ z 19 marca 1948 r. dotyczący udzielenia przez Polskę odszkodowania dla interesów francuskich dotkniętych przez ustawę polską z 3 stycznia 1946 r. o nacjonalizacji.
2. Szwajcarią – Układ między Rzecząpospolitą Polską a Konfederacją Szwajcarską dotyczący odszkodowania dla interesów szwajcarskich w Polsce z dnia 25 czerwca 1949 r.
3. Szwecją – Układ między rządem polskim a rządem szwedzkim w sprawie odszkodowania dla interesów szwedzkich w Polsce zawarty w Sztokholmie 16 listopada 1949 r.
4. Danią – Protokół nr 1 w sprawie interesów i mienia duńskiego w Polsce z 12 maja 1949 r. i Protokół nr 2 w sprawie interesów i mienia duńskiego w Polsce 26 lutego 1953 r.
5. Wielką Brytanią i Irlandią Północną – Układ z 11 listopada 1954 r. pomiędzy rządem PRL a rządem Zjednoczonego Królestwa Wielkiej Brytanii i Irlandii Północnej dotyczący załatwienia spraw finansowych.
6. Norwegią – Układ między Królewskim Rządem Norweskim a rządem PRL dotyczący likwidacji wzajemnych roszczeń finansowych z 29 grudnia 1955 r.
7. Stanami Zjednoczonymi – Umowa między rządem Stanów Zjednoczonych Ameryki Północnej i rządem PRL dotycząca roszczeń obywateli Stanów Zjednoczonych z 16 lipca 1960 r.
8. Belgią i Luksemburgiem – Układ z 14 listopada 1963 r. między rządem PRL z jednej strony a rządem Belgii i rządem Wielkiego Księstwa Luksemburga z drugiej strony dotyczący odszkodowania za niektóre interesy belgijskie i luksemburskie w Polsce.
9. Grecją – Układ z dnia 22 listopada 1963 r. między rządem PRL a królewskim rządem Grecji dotyczący odszkodowania za interesy greckie w Polsce.
10. Holandią – Układ między rządem PRL a rządem Królestwa Holandii dotyczący odszkodowania za niektóre interesy holenderskie w Polsce z 20 grudnia 1963 r.
11. Austrią – Układ z dnia 6 października 1970 r. między PRL a Republiką Austrii o uregulowaniu określonych zagadnień finansowych.
12. Kanadą – Układ między rządem PRL a rządem Kanady dotyczący uregulowania spraw finansowych z 15 października 1971 r.

Warto nadmienić, że umowy indemnizacyjne nie zostały zawarte z Niemcami ani państwami sojuszniczymi III Rzeszy. Wszelkie składniki mienia niemieckiego traktowano jako należne prawnie Polsce reparacje ze względu na ogromne straty poniesione w trakcie II wojny światowej.

### Wysokość sumy odszkodowawczej
Suma ryczałtowa była przeznaczona na odszkodowania dla cudzoziemców, służyła też jako pokrycie wierzytelności danego państwa wobec państwa polskiego i pokrywała odszkodowania dla podmiotów gospodarczych, tj. osób prawnych.
Odszkodowania na podstawie powyższych umów były płacone w gotówce i w ratach. Wyjątek stanowiła umowa z Francją, na podstawie której odszkodowanie w wysokości 65 mln dolarów amerykańskich wypłacono w formie dostaw węgla kamiennego. Innym uregulowaniem objęta była także umowa z Norwegią, na mocy której wierzytelności polskie w Norwegii i norweskie w Polsce zostały wzajemnie potrącone.
Lista pozostałych państw oraz suma odszkodowawcza wypłacona przez Polskę:
- Szwajcaria i Liechtenstein – 53,5 mln franków szwajcarskich w 13 ratach,
- Szwecja – 116 mln koron szwedzkich w 17 ratach,
- Dania – 5,7 mln koron duńskich w ciągu 15 lat,
- Wielka Brytania – 5,465 mln funtów,
- Stany Zjednoczone – 40 mln dolarów amerykańskich w 20 ratach,
- Belgia i Luksemburg – 600 mln franków belgijskich,
- Grecja – 230 tys. dolarów amerykańskich,
- Holandia – 9,05 mln florenów holenderskich,
- Austria – 71, 5 mln szylingów austriackich w 12 ratach,
- Kanada – 1,225 mln dolarów kanadyjskich w 7 ratach.

## Sytuacja prawna umów indemnizacyjnych w Polsce
Umowy indemnizacyjne nie były ratyfikowane ani ogłaszane w Dzienniku Ustaw, przez co nie mogły one stanowić źródła prawa w Polsce. Dopiero dzięki uchwaleniu „Ustawy z dnia 9 kwietnia 1968 r. o dokonywaniu w księgach wieczystych wpisów na rzecz Skarbu Państwa w oparciu o międzynarodowe umowy o uregulowaniu roszczeń finansowych” (Dz. U. Nr 12, poz 65) Minister finansów mógł wydawać decyzję na podstawie podpisanych umów dwustronnych. Wątpliwość budzi natomiast kolizja umów odszkodowawczych z prawem krajowym, według prof. Jana Barcza:
„wszystkie organy Państwa Polskiego, w tym sądy, stosownie do zasady pacta sunt servanda powinny respektować wiążące Polskę umowy międzynarodowe. W przypadku kolizji postawień umowy z prawem krajowym powinny tak interpretować prawo krajowe, aby zapewnić wykonanie umowy międzynarodowej, w przypadku sprzeczności, która nie może być przezwyciężona [...] powinny dawać pierwszeństwo postawieniom umowy”.
Warto zaznaczyć, iż rząd PRL w zdecydowanej większości odmawiał wypłaty odszkodowań obywatelom Polski. O wypłatach odszkodowań w odniesieniu do krajów zachodnich polskie społeczeństwo nie było informowane, wskazuje na to brak ogłoszenia w oficjalnych publikatorach polskich oraz nadanie większości dokumentów klauzuli tajności.

## Konsekwencje podpisania umów
Główną konsekwencją zawarcia umów dwustronnych było zdjęcie odpowiedzialność odszkodowawczej z państwa polskiego za mienie znacjonalizowane lub wywłaszczone cudzoziemcom. Dodatkowo, dzięki przekazaniu sumy ryczałtowej, państwo polskie, jego obywatele i osoby prawne nie ponosiły odpowiedzialności z tytułu podziału przekazanej sumy między zainteresowanych/poszkodowanych. Pełną odpowiedzialność za podział przekazanej sumy ryczałtowej przez Polskę ponosiły państwa, które taką sumę otrzymały, to ich zadaniem było ustalenie kręgu poszkodowanych i wypłata należytego odszkodowania.
Warto nadmienić, iż rząd PRL w celu ożywienia polskiej gospodarki, w szczególności eksportu do krajów zachodnich, w miarę możliwości wprowadzał zapisy o rozwijaniu relacji handlowych w podpisywanych umowach odszkodowawczych z innymi krajami (np. poprzez uzależnienie raty odszkodowania od wartości eksportowanego towaru).
Od 2012 r. Ministerstwo Spraw Zagranicznych RP przez krótki okres prowadziło portal informacyjny poświęcony tematyce reprywatyzacji, w tym także układom odszkodowawczym podpisanym przez Polskę.